# Sphenoclea
Sphenoclea, biljni rod smješten u vlastitu porodicu Sphenocleaceae. Na popisu su dvije vrste, jedna s privremeno prihvaćenim imenom, a status je donekle neizvjestan.

## Opis
Sphenoclea, jedini rod u biljnoj porodici Sphenocleaceae (red Solanales). Sadrži dvije vrste. Sphenoclea zeylanica je biljka visoka 1,5 metara (4 stope) s klasovima bjelkastih cvjetova. Zapadnoafrički S. dalzielli razlikuje se po svojim obrnuto jajolikim listovima.
S. zeylanica je široko rasprostranjena u vlažnim područjima toplih umjerenih i tropskih zona, uključujući južnu Sjevernu Ameriku, ali je porijeklom iz tropskih krajeva Starog svijeta. Ponekad se spaja s obitelji Campanulaceae, od koje se razlikuje po tome što ima preklapajuće režnjeve vjenčića (latica) u pupoljku i čahuru koja se otvara pomoću poklopca. Peterokraki cvjetovi su zbijeni, a uski listovi ovalnog oblika.

## Vrste
1. Sphenoclea dalzielii N.E.Br.
2. Sphenoclea zeylanica Gaertn.

## Sinonimi
- Gaertnera Retz.; Obs. 6: 24 (1791)
- Pongati Adans.; Hist. Nat. Senegal (1756), ed. angl. 152 (1759)
- Rapinia Lour.; Fl. Cochinch. 127 (1790)